# Лесопитомник (Западно-Казахстанская область)
Лесопито́мник (каз. Лесопитомник) — село в Теректинском районе Западно-Казахстанской области Казахстана. Входит в состав Подстепновского сельского округа. Код КАТО — 276253200.

## Население
В 1999 году население села составляло 459 человек (218 мужчин и 241 женщина). По данным переписи 2009 года, в селе проживало 637 человек (321 мужчина и 316 женщин).